# Liebe mit Würze
Liebe mit Würze (koreanischer Originaltitel: 사장님의 식단표) ist eine zweiteilige südkoreanische Serie, die ein Ableger der ebenfalls aus Südkorea stammenden Serie No Gain No Love ist. In Südkorea erfolgte die Erstveröffentlichung der Serie am 3. Oktober 2024 auf dem Streamingdienst TVING. Simultan zu Südkorea wurden die beiden Episoden der Serie im deutschsprachigen Raum auf Prime Video veröffentlicht.

## Handlung
Als Nam Ja-yeon nach einem Streit mit Bok Gyu-hyun in Ohnmacht fällt, wacht sie in der Welt ihres eigenen Webromans Liebe mit Würze auf. Nam Ja-yeon findet sich in der Rolle der weiblichen Protagonistin ihres Webromans, Seo Yeon-seo, wieder. Kurze Zeit später trifft sie auf eine Person, die zwar wie Bok Gyu-hyun aussieht, bei der es sich aber in Wirklichkeit um Kang Ha-jun, den männlichen Protagonisten des Webromans, handelt. Fortan versucht Nam Ja-yeon, in ihre Welt zurückzukehren, allerdings ahnt sie nicht, dass noch so manche überraschende Entwicklung auf sie wartet.

## Besetzung und Synchronisation
Die deutschsprachige Synchronisation entstand unter der Dialogregie von Daniel Schlauch durch die Synchronfirma FFS Film- & Fernseh-Synchron in München.
| Rolle                        | Schauspieler   | Synchronsprecher |
| ---------------------------- | -------------- | ---------------- |
| Seo Yeon-seo / Nam Ja-yeon   | Han Ji-hyun    | Kerstin Dietrich |
| Nam Ja-yeon (jung)           | Yeo Ji-min     | Zoe Durakovic    |
| Kang Ha-jun / Bok Gyu-hyun   | Lee Sang-yi    | Felix Auer       |
| Kim Do-gyeom #1 / Yeo Ha-jun | Lee You-jin    | Daniel Schlauch  |
| Kim Do-gyeom #2              | Park Jeong-woo | Lenny Peteanu    |
| Cha Hui-seong                | Joo Min-kyung  | Laura Preiss     |
| Nam Chang-il                 | Lee Do-guk     | Uwe Thomsen      |
| Herr Oh / Marktleiter        | Kim Yong-myung | Matthias Kupfer  |
| Polizistin                   | Oh Soo-hye     | Kathrin Gaube    |

## Episodenliste
| Nr. | Deutscher Titel | Originaltitel | Erstveröffentlichung (Südkorea) | Deutschsprachige Erstveröffentlichung (D/A/CH) |
| --- | --------------- | ------------- | ------------------------------- | ---------------------------------------------- |
| 1   | Folge 1         | 1화           | 3. Okt. 2024                    | 3. Okt. 2024                                   |
| 2   | Folge 2         | 2화           | 3. Okt. 2024                    | 3. Okt. 2024                                   |